# 佐野川谷安太郎
佐野川谷 安太郎（さのがわや やすたろう、1914年（大正3年）8月17日 - 2013年（平成25年）8月18日）は日本の実業家、元佐野安船渠（現・サノヤスホールディングス）社長、会長。大阪府大阪市出身。趣味は、ゴルフ。

## 略歴
- 1914年（大正3年） - 先代安太郎の長男として生まれる。本名：保治。
- 1934年（昭和9年） - 横浜高等工業学校（現・横浜国立大学）造船工学科卒業、佐野安船渠入社。
- 1940年（昭和15年） - 同社代表取締役就任。
- 1954年（昭和29年） - 同社監査役就任。
- 1956年（昭和31年） - 同社代表取締役副社長就任。
- 1961年（昭和36年） - 同社代表取締役社長就任。
- 1972年（昭和47年） - 藍綬褒章受章。
- 1981年（昭和56年） - 同社代表取締役会長就任。
- 1993年（平成5年） - 同社代表取締役相談役就任。
- 2000年（平成12年） - 同社相談役就任。
- 2009年（平成21年） - 同社顧問就任。
- 2013年（平成25年）8月18日 - 老衰のため死去、99歳。[1]
- その他、サノヤス商事・サノヤス建物各代表取締役、近畿造船協議会相談役、日本船舶社長などを歴任した。

## 参考
- 交詢社 第69版 『日本紳士録』 1986年